# Toba Tek Singh
Toba Tek Singh is een stad in het midden van de provincie Punjab in Pakistan. In 1998 telde de stad 1.621.593 inwoners.